# Andrija Artuković
Andrija Artuković (Klobuk kraj Ljubuškog, 19. studenoga 1899. – Zagreb, 16. siječnja 1988.) bio je hrvatski pravnik, političar, ministar u vladi Nezavisne Države Hrvatske, visoki dužnosnik Ustaškog pokreta i ratni zločinac.
Kao ministar unutarnjih poslova, a kasnije i ministar pravosuđa, potpisao je niz rasnih zakona usmjerenih protiv Srba, Židova i Roma te je bio odgovoran za osnivanje i upravljanje mrežom koncentracijskih logora u kojima je ubijeno i mučeno više od sto tisuća civila. Nakon rata pobjegao je u Sjedinjene Američke Države, odakle je 1986. izručen Jugoslaviji. Osuđen je na smrt zbog ratnih zločina, no kazna nije izvršena zbog njegovog zdravstvenog stanja. Umro je u zatvorskoj bolnici.

## Rani život i djelovanje
Rodio se u selu Klobuku kraj Ljubuškog u obitelji Marijana i Ruže (r. Rašić) Artuković, kao jedan od četrnaestero djece. Pohađao je franjevačku klasičnu gimnaziju na Širokom Brijegu, a doktorirao je pravo na Sveučilištu u Zagrebu 1924. godine gdje od 1924. radi kao sudski pripravnik. U Gospiću 1926. otvara odvjetnički ured te do 1932. radi kao odvjetnik.
Ustaškom pokretu pristupa 1932. godine i postaje jedan od organizatora Velebitskog ustanka. Prije samog ustanka, Ante Pavelić ga imenuje pobočnikom u Glavnom ustaškom stanu i zapovjednikom svih ustaških jedinica u Italiji pod pseudonimom Hadžija. Nakon neuspjeha ustanka, bježi preko Rijeke u Italiju. Zbog sukoba unutar pokreta, napušta Italiju i boravi u Budimpešti i Beču. Nakon atentata na kralja Aleksandra I. u Marseilleu u listopadu 1934., uhićen je u Londonu i izručen Francuskoj, a potom i Kraljevini Jugoslaviji. Nakon 16 mjeseci provedenih u beogradskom zatvoru, Sud za zaštitu države oslobađa ga optužbi. Kratko je boravio u Gospiću te u svibnju 1936. ponovno odlazi u emigraciju, prvo u Austriju, a zatim u Njemačku, gdje djeluje na širenju ustaške promidžbe. U Berlinu ga 1937. godine saslušava Gestapo pa napušta Berlin pod prijetnjom uhićenja, te se sklanja u Francusku, zatim živi u Budimpešti pa se nakon nekog vremena opet vraća u Berlin.

## Djelovanje u NDH
Nakon sloma Kraljevine Jugoslavije i proglašenja Nezavisne Države Hrvatske (NDH) u travnju 1941., Artuković se vraća u Zagreb te odmah postaje članom privremenog hrvatskog državnog vodstva (12. travnja 1941.) . Dana 16. travnja 1941. imenovan je ministrom unutarnjih poslova u prvoj vladi NDH.
Kao ministar unutarnjih poslova, Artuković je bio ključna figura u uspostavi represivnog aparata NDH. Dana 17. travnja 1941. proglašena je Zakonska odredba za obranu naroda i države, koja je uvela smrtnu kaznu za djela protiv interesa hrvatskog naroda i omogućila suđenja po prijekom postupku. Artuković je 22. travnja najavio da će NDH riješiti "židovsko pitanje" na isti način kao i nacistička Njemačka, a tjedan dana kasnije potpisao je niz rasnih zakona. Za provedbu ovih zakona bila je zadužena Ustaška nadzorna služba (UNS), koja je bila podređena njegovom ministarstvu.
Sudjelovao je pri potpisivanju Rimskih ugovora u svibnju 1941., kojima su veliki dijelovi Dalmacije predani Italiji, te je pratio Pavelića pri posjetu Adolfu Hitleru 6. lipnja 1941. Na zasjedanju Hrvatskog državnog sabora u veljači 1942., Artuković je u svom govoru Židove nazvao "nezasitnim i otrovnim parazitima" i najavio njihovo uništenje.
Nakon rekonstrukcije vlade 10. listopada 1942., postaje ministar pravosuđa i bogoštovlja. Od 29. travnja do 11. listopada 1943. ponovno je ministar unutarnjih poslova. Nakon toga pa do sloma NDH obnašao je dužnost državnog prabilježnika (čuvara državnog pečata).
Za vrijeme Drugog svjetskog  rata, 14. studenog 1941. godine oženio se Anom Mariom Heidler iz Innsbrucka, s kojom je kasnije imao petero djece. 

## Bijeg u iseljeništvo
Zajedno s ostalim članovima Vlade NDH, napušta Zagreb 6. svibnja 1945. i bježi u Austriju. Britanci ga zatvaraju u logor Spittal na Dravi, no ubrzo je pušten te prelazi iz britanske u američku, a potom u francusku zonu (gdje mu se nalazila obitelj). Koristeći lažno ime Alois Anich i švicarske dokumente odlazi prvo u Irsku, a 1948. sa ženom i troje djece putuje u Kaliforniju, gdje se zapošljava u tvrtki svoga brata.

## Izručenje, suđenje i smrt
Već u srpnju 1945. godine Državna komisija za utvrđivanje zločina okupatora i njihovih pomagača proglašava ga ratnim zločincem.
Vlada FNRJ je 29. kolovoza 1951. zatražila njegovo izručenje. Nakon sedmogodišnjeg sudskog procesa u Los Angelesu, američki sud odbija zahtjev uz obrazloženje da su zločini za koje se tereti "političke prirode" te da bi u Jugoslaviji bio "izložen fizičkom progonu".
Godine 1979. pri Ministarstvu pravosuđa SAD-a osnovan je Ured za posebne istrage (Office of Special Investigations - OSI), čiji je glavni zadatak bio pronaći i procesuirati nacističke ratne zločince koji su pronašli utočište u Americi. Nakon toga jugoslavenske vlasti obnavljaju zahtjev, a Ured za posebne istrage Ministarstva pravosuđa SAD-a pokreće novi proces. Artuković je uhićen 14. studenog 1984. godine te je nakon dugotrajnog pravnog procesa izručen jugoslavenskim vlastima na uzletištu u New Yorku u noći između 11. i 12. veljače 1986. godine i odmah biva otpremljen u Zagreb posebnim avionom državne jugoslavenske aviokomapnije JAT.
U trenutku deportacije bolovao je od Alzheimerove i Parkinsonove bolesti tako da je nakon sletanja na Zračnu luku Zagreb iz samog zrakoplova JAT-a iznešen na nosilima.
Andrija Artuković bio je najviše rangirani nacistički suradnik ikada pronađen u Sjedinjenim Državama. Artukovića je progonio Ured za posebne istrage Ministarstva pravosuđa SAD-a kao "Balkanskog mesara".
Suđenje na Okružnom sudu u Zagrebu započelo je 14. travnja 1986. Proglašen je krivim za niz ratnih zločina, uključujući:
- Naređivanje ubojstva odvjetnika i bivšeg narodnog zastupnika u Narodnoj skupštini Jugoslavije dr. Ješe Vidića 1941. godine;
- Naređivanje strijeljanja 450 civila (uključujući i žene i djecu) krajem 1941. jer za njih nije bilo mjesta u koncentracijskim logorima;
- Naređivanje ubojstva cjelokupnog stanovništva Vrginmosta i okolnih sela 1942. godine;
- Naređivanje pogubljenja više stotina zarobljenika u dvorcu Samobor 1943. godine.[2]

Sud je u presudi naveo da je Artukovićeva namjera proizašla iz "njegove ustaške orijentacije, po kojoj su progoni, koncentracijski logori i masovna ubojstva Srba, Židova, Roma, kao i Hrvata koji nisu prihvatili ideologiju, bili dio provedbe programa stvaranja 'čiste' Hrvatske". Osuđen je na smrt, no presuda zbog njegovog teškog zdravstvenog stanja nikad nije izvršena. Umro je prirodnom smrću 16. siječnja 1988. u bolnici Kaznenog doma u Zagrebu.

## Posmrtni ostatci
Mjesto pokopa Andrije Artukovića ostalo je tajna za javnost i obitelj, sukladno zakonu donesenom u SR Hrvatskoj koji je propisivao da se s posmrtnim ostacima osuđenika na smrt postupa na isti način, neovisno o tome je li kazna izvršena. Njegov sin Radoslav Artuković izrazio je želju da oca pokopa u rodnom Klobuku. U srpnju 2010. objavljene su nepotvrđene informacije da je Artuković tajno pokopan na zatvorskom groblju u Lepoglavi u organizaciji UDBA-e.
Prilikom posjeta Bleiburgu Ivo Josipović,  bivši predsjednik RH, izjavio je kako „svatko ima pravo na svoj grob“. Artukovićev sin Radoslav Artuković živi od svoje prve godine u Los Angelesu umirovljeni je ekonomist i izrazio je želju pokopati oca u njegovom rodnom Klobuku.

### Mrežna sjedišta
- Genc, Mladen. 30. srpnja 2010. Andrija Artuković potajno pokopan u Lepoglavi?!. Lepoglava.net. Inačica izvorne stranice arhivirana 20. ožujka 2012. Pristupljeno 4. ožujka 2012.CS1 održavanje: datum i godina (link)
- Rohrlich, Ted. 19. siječnja 1988. Artukovic, Extradited as Nazi War Criminal, Dies. Los Angeles Times. Pristupljeno 5. siječnja 2015.CS1 održavanje: datum i godina (link)